# Hendrina Afrikaner
Hendrina Afrikaner, född 1952, död 2011, var den första kvinnliga Oorlam-hövdingen i Namibia och hon var släkt i rakt nedstigande led till Jan Jonker Afrikaner.